# Садовський Никифор
Никифор-Еміліян Садовський (1884, Тернопіль — 5/11/16 березня 1935, там само) — український математик, педагог, діяч культури. Дійсний член НТШ (з 1922).

## Життєпис
Народився 1884 року в м. Тернопіль (Королівство Галичини та Володимирії, Австро-Угорська імперія, нині Тернопільська область, Україна).
У 1906 році закінчив Львівський університет. У 1906—1909 роках працював учителем польсько-української гімназії в рідному місті, з 1909 року — викладач Другої тернопільської гімназії.
Мобілізований до лав війська Австро-Угорщини після початку першої світової війни, мав ранг офіцера артилерії. Потрапив у 1915 році до російського полону (перебував у Сибіру).
Після повернення з полону відновив учительську працю в Другій тернопільській гімназії, де працював професором.
Помер 5 (або 11 чи 16) березня 1935 року в Тернополі.

### Доробок
Праці з теорії функцій («До теорії аналітичних функцій двох незалежних») та з теорії векторних полів («Діяда як споріднена трансформація») друковані у виданнях НТШ.
Написав підручник з алгебри для українських шкіл (в Омську), працю «Наука про функції в гімназійній математиці» (1910).